# 志布志線
志布志線（日语：／ Shibushi sen */?）為宮崎縣都城市西都城站至鹿兒島縣曾於郡志布志町（現在：志布志市）志布志站的鐵路線，現時已經停用。在停用前，由日本國有鐵道（國鐵）營運，為其中一條地方交通線。根據1984年（昭和59年）6月實施的國鐵再建法，獲指定為第2次特定地方交通線，1987年（昭和62年）3月28日全線停運。

## 路線概要（停運前）
- 管轄（事業類別）：日本國有鐵道
- 路段（營業距離）：西都城－志布志 38.6公里
- 軌距：1067毫米
- 站數：10個（包括起終點站）
- 複線路段：沒有（全線單線）
- 電氣化路段：沒有（全線非電氣化）
- 閉塞方式：路牌閉塞式

## 停運前使用列車
- KiHa47系
- KiHa58系

## 历史
*代表路段為現時的日南線。
- 1923年1月14日：【開始營業】都城至末吉 (10.8公里）【新車站】西都城、今町、末吉[1]。
- 1924年3月25日：【延長路線】末吉至大隅松山 (13.3公里) 【新車站】岩川、大隅松山[2]。
- 1925年3月30日：【延長路線】大隅松山至志布志 (17.0公里)【新車站】繩瀨、安樂、志布志[3]。
- 1932年12月6日：都城至西都城路段（2.5公里)編入為日豐本線[4]。
- 1934年4月1日：【新車站】岩北[5]。
- 1935年（昭和10年）4月15日 【延長路線*】志布志至榎原(28.5公里) 【新車站*】大隅夏井、福島今町、福島仲町、日向北方、日向大束、榎原
- 1935年（昭和10年）10月28日 【開始營業】古江東線（之後稱大隅線）
- 1936年（昭和11年）3月1日 【延長路線*】榎原至大堂津(10.2公里) 【新車站*】南郷、大堂津
- 1937年（昭和12年）4月19日 【延長路線*】大堂津至油津(4.3公里) 【新車站*】油津
- 1941年（昭和16年）10月28日 【延長路線*】油津至北郷(13.5公里，全線通車)、油津至元油津（1.0公里。貨物支線。但實際上，其實是前油津線的路段） 【新車站*】吾田、飫肥（第三代）、内之田、北郷
- 1949年（昭和24年）1月15日 【新車站*】谷之口。
- 1949年（昭和24年）9月15日 【新臨時停車站*】福島高松
- 1950年（昭和25年）1月10日 【臨時停車站→車站】福島高松
- 1952年（昭和27年）1月1日 【車站改名*】吾田→日南
- 1959年10月1日：【車站改名】繩瀨→伊崎田、福島仲町→串間*
- 1960年7月25日：【貨物支線停用*】油津至元油津(-1.0公里)
- 1960年8月1日：【新車站】中安樂
- 1963年5月8日：志布志至北郷路段（-56.5公里)編入為日南線。
- 1983年4月1日：【貨物運輸停止】全線
- 1984年6月22日：成為第2次特定地方交通線停運對象。
- 1987年：

- 3月14日：【路線停業】大隅線
- 3月28日：【路線停業】全線 (38.6公里)。使用巴士連接。

## 車站列表
接續路線的公司名、車站所在地以志布志線廢除時為準。所有普通列車都直通的都城站也一併記載。營業距離由西都城站起計算。
- 路線名…日豐：日豐本線
- 停靠站
  - 快速「大隅」…●是停車，｜是通過
  - 普通列車停靠所有車站。

| 路線名稱 | 中文站名 | 日文站名 | 英文站名 | 站間距離 | 營業距離 | 快速                                              | 接續路線               | 所在地                        | 所在地       |
| -------- | -------- | -------- | -------- | -------- | -------- | ------------------------------------------------- | ---------------------- | ----------------------------- | ------------ |
| 日豐     | 都城     |          |          | -        | 2.5      |                                                   | 日本國有鐵道：吉都線   | 宮崎縣都城市                  | 宮崎縣都城市 |
| 日豐     | 西都城   |          |          | 2.5      | 0.0      | ●                                                 | 日本國有鐵道：日豐本線 | 宮崎縣都城市                  | 宮崎縣都城市 |
| 志布志線 | 西都城   |          |          | 2.5      | 0.0      | ●                                                 | 日本國有鐵道：日豐本線 | 宮崎縣都城市                  | 宮崎縣都城市 |
| 今町     |          |          | 4.3      | 4.3      | ｜       |                                                   |                        | 宮崎縣都城市                  | 宮崎縣都城市 |
| 末吉     |          |          | 4.0      | 8.3      | ●        |                                                   | 鹿兒島縣               | 曾於郡末吉町（現·曾於市）     |              |
| 岩北     |          |          | 6.1      | 14.4     | ｜       |                                                   | 鹿兒島縣               | 曾於郡末吉町（現·曾於市）     |              |
| 岩川     |          |          | 2.8      | 17.2     | ●        |                                                   | 鹿兒島縣               | 曾於郡大隅町（現·曾於市）     |              |
| 大隅松山 |          |          | 4.4      | 21.6     | ●        |                                                   | 鹿兒島縣               | 曾於郡松山町（現·志布志市）   |              |
| 伊崎田   |          |          | 4.8      | 26.4     | ●        |                                                   | 鹿兒島縣               | 曾於郡有明町（現·志布志市）   |              |
| 安樂     |          |          | 7.1      | 33.5     | ●        |                                                   | 鹿兒島縣               | 曾於郡志布志町（現·志布志市） |              |
| 中安樂   |          |          | 2.0      | 35.5     | ｜       |                                                   | 鹿兒島縣               | 曾於郡志布志町（現·志布志市） |              |
| 志布志   |          |          | 3.1      | 38.6     | ●        | 日本國有鐵道：日南線、大隅線（1987年3月14日廢除） | 鹿兒島縣               | 曾於郡志布志町（現·志布志市） |              |